# Martes martes lorenzi
Martes martes lorenzi es una subespecie de  mamíferos carnívoros  de la familia Mustelidae,  subfamilia Mustelinae.

## Distribución geográfica
Se encuentra en el Cáucaso.